# Curuppumullage Jinarajadasa
Curuppumullage Jinarajadasa (16 décembre 1875 au Sri Lanka - 18 juin 1953 aux États-Unis) fut un écrivain, conférencier, théosophe et franc-maçon.
Il fut quatrième président de la Société théosophique internationale de 1946 à 1953. Il a publié plus de 50 ouvrages et plus de 1 600 articles[réf. nécessaire] dans des périodiques au cours de sa vie sur la religion, la philosophie, la littérature, l'art, la science et l'alchimie.

## Biographie
Il est né de parents bouddhistes.
En 1889, il quitte le Sri Lanka avec Charles Webster Leadbeater pour aller en Angleterre après que ce dernier a convaincu non sans mal ses parents des bénéfices de ce séjour à l'étranger. Il entre au St John's College de Cambridge en 1896 où il étudie les Langues orientales et le Droit. Il est diplômé en 1900.
En 1904, il se rend aux États-Unis où il commence sa carrière internationale de conférencier au sein de la Société théosophique, à travers de nombreux pays. C'était, aux dires de la Société théosophique, un « linguiste exceptionnel » et il donnait ses conférences en anglais, français, italien, espagnol, portugais.
En 1916, il se marie à la féministe anglaise Dorothy Graham.
Il est vice-président de la Société théosophique de 1921 à 1928 et président de 1946 à 1953. En 1949, il fonde à Adyar l'École de sagesse (School of Wisdom).

## Ouvrages

### Traduits en français
- Les Principes de la Théosophie, Paris, Éditions Adyar, 7 p.
- Lettres des Maîtres de la Sagesse, 1881-1888 (transcrites et annotées par C. Jinarajadasa), Paris, Ed Publications théosophiques, 1920 (1979), 173 p.
- L'évolution occulte de l'humanité, pub. St-Amand, imp. Paris, Ed La Famille théosophique, 1923 (1928), 246 p.
- Fleurs et Jardins, Paris, Éditions Adyar, 1948 (1986), 49 p.

### En anglais
- Occult Chemistry (en) : Investigations by Clairvoyant Magnification into the Structure of the Atoms of the Periodic Table and Some Compounds, 1908.
- The Meeting of the East and the West, 1921.
- Seven Veils over Consciousness, 1952.